# Rjongčchon

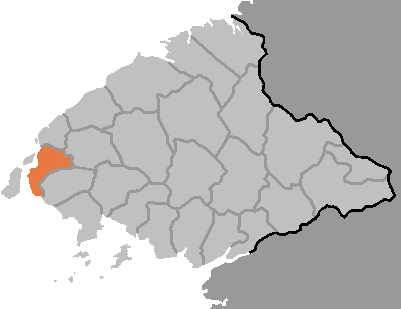
Poloha okresu v rámci provincie Severní Pchjongan

Rjongčchon (korejsky 룡천군 – Rjongčchŏn gun, v Jižní Koreji zapisováno 용천군 – Jongčchŏn gun) je okres v provincii Severní Pchjongan v Severní Koreji.

## Poloha a doprava
Rjongčchon leží na severozápadě Korejského poloostrova na východním, levém břehu ústí řeky Amnokkang.  Na severu hraničí se Sinuidžu, správním střediskem provincie. 
Přes okres prochází železniční trať Pchjongjang – Sinuidžu, jedna z nejdůležitějších v zemi, která v Sinuidžu dále pokračuje přeshraničním mostem Čínsko-korejského přátelství do Tan-tungu v provincii Liao-ning v Čínské lidové republice. 

## Dějiny
V železniční stanici v Rjongčchonu došlo 22. dubna 2004 k výbuchu vlaku s dusičnanem amonným, při kterém zahynuly desítky lidí a stovky jich byly zraněny.